# Ernesto Cortázar Jr.
Ernesto Cortázar Jr. (* 1940 in Mexiko-Stadt; † 2004 in Mexiko) war ein mexikanischer klassischer Komponist und Pianist.
Ernesto Cortázar Jr. war der Sohn des mexikanischen Komponisten, Schriftstellers, Schauspielers, Regisseurs und Filmproduzenten Ernesto Cortázar Sr. Er begann seine Karriere im Alter von 18 Jahren durch die Komposition der Hintergrundmusik für den Film La Risa de la Ciudad. Danach hat er für mehr als 75 Filme die Hintergrundmusik komponiert. Er besuchte mehr als 25 Länder, insbesondere Mitteleuropa, mit seinen Vorstellungen.
Der nach Los Angelos umgezogene Cortázar kehrte 2001 nach Mexiko in die Nähe seiner Familie in Tampico zurück, wo er 2004 an Krebs starb.
| Personendaten    | Personendaten                                   |
| ---------------- | ----------------------------------------------- |
| NAME             | Cortázar, Ernesto Jr.                           |
| KURZBESCHREIBUNG | mexikanischer klassischer Komponist und Pianist |
| GEBURTSDATUM     | 1940                                            |
| GEBURTSORT       | Mexiko-Stadt                                    |
| STERBEDATUM      | 2004                                            |
| STERBEORT        | Mexiko                                          |